# Andrzej Szponder
Andrzej Szponder (30. listopadu 1856 Liszki – 18. prosinec 1945 Grojec) byl rakouský římskokatolický duchovní a politik polské národnosti z Haliče, na přelomu 19. a 20. století poslanec Říšské rady.

## Biografie
V letech 1880–1884 studoval teologii na Jagellonské univerzitě. V červenci 1884 byl v Krakově vysvěcen na kněze. Pak působil v letech 1884–1885 jako vikář v Milówce, v letech 1885–1892 v Chrzanowě, v letech 1892–1894 v Osieku, pak v letech 1894–1897 v Makowě, roku 1898 ve Wieliczce, téhož roku pak i v Chochołowě. Od roku 1915 do roku 1917 byl vikářem v Rudawě. V letech 1917–1919 působil jako expozita v Kłaji, v dlouhém období let 1919–1945 byl proboštem v Grojci. Zároveň dlouhodobě působil coby katecheta na národních školách v Chrzanowě.
Byl veřejně i politicky činný. V letech 1901–1910 zasedal jako poslanec Haličského zemského sněmu.
Byl také poslancem Říšské rady (celostátního parlamentu Předlitavska), kam usedl ve volbách do Říšské rady roku 1897 za kurii venkovských obcí v Haliči, obvod Wadowice, Myślenice atd. Do parlamentu se vrátil ve volbách do Říšské rady roku 1907, konaných již podle všeobecného a rovného volebního práva. Byl zvolen za obvod Halič 35. Ve volebním období 1897–1901 se uvádí jako Andreas Szponder, vikář, bytem Krakov.
Ve volbách roku 1897 je uváděn jako kandidát tzv. Stojałowského skupiny (politická strana Stronnictwo Chrześcijańsko-Ludowe okolo Stanisława Stojałowského). V březnu 1897 se na Říšské radě stal předsedou poslaneckého klubu Stronnictwo Chrześcijańsko-Ludowe. V programové deklaraci se tato frakce přihlásila ke křesťansko národnímu principu. Odmítla, že by byla antisemitská a distancovala se i od označení klerikální strany. Během roku 1898 ale ze strany vystoupil, stejně jako další dva poslanci Michał Danielak a Jan Zabuda. Ve volbách roku 1907 byl zvolen za nový subjekt Polskie Centrum Ludowe. Po volbách v roce 1907 zasedal v parlamentním Polském klubu.